# ニウトン・ソアレス・ホドリゲス
ニウチーニョ（Niltinho）ことニウトン・ソアレス・ホドリゲス（ポルトガル語: Nilton Soares Rodrigues、1993年9月11日 - ）は、ブラジルのサッカー選手。ポジションはFW。

## クラブ歴
2015年7月にKリーグクラシックの大田シチズンに加入し、光州FC戦で初出場。